# بلجر (سقز)
قرية بلجر (بالكردية: بەلەجەڕ) هي إحدى القرى التابعة لـمیره دیه في ريف قسم مركزي من مقاطعة سقز، في محافظة كردستان الإيرانية.

## السكان
حسب إحصاءات سنة 2006، بلغ إجمالي السكان في بلجر 492 نسمة وعدد المساكن 86 مسكن. لغة سكان بلجر هي اللغة الكردية و هم من أهل السنة والجماعة والمذهب الشافعي.